# Nya Zeeland i olympiska vinterspelen 2002
Nya Zeeland deltog i olympiska vinterspelen 2002. Nya Zeelands trupp bestod av 10 idrottare varav 7 var män och 7 var kvinnor. Den äldsta idrottaren i Nya Zeelands trupp var Alan Henderson (36 år, 271 dagar) och den yngsta var Mark Jackson (21 år, 54 dagar).

## Resultat

### Alpin skidåkning
- Storslalom herrar
  - Jesse Teat - 50
  - Todd Haywood - 51
- Slalom herrar
  - Todd Haywood - ?
  - Jesse Teat - ?
- Slalom damer
  - Claudia Riegler - 11

### Bob
- Två-manna
  - Mark Edmond och Alan Henderson - 27
- Fyra-manna
  - Alan Henderson, Steve Harrison, Angus Ross och Mark Edmond - ?

### Rodel
- Singel damer
  - Angie Paul - 23

### Short track
- 500 m herrar
  - Mark Jackson - 26
- 1 000 m herrar
  - Mark Jackson - 22
- 1 500 m herrar
  - Mark Jackson - 20

### Skeleton
- Damer
  - Liz Couch - 11